# Absolut (Arte)
Absolut war ein Reportage- und Dokumagazin für junge Erwachsene und Jugendliche auf ARTE. Von 1997 bis 2009 lief es am späten Samstagnachmittag oder am Mittwoch. Außerdem konnte man es Mittwochnachts auch auf dem RBB sowie gelegentlich auf dem NDR sehen. 
Absolut behandelte das aktuelle Geschehen in der Welt. Es wurde über Ethik, Politik, Gesellschaft, Religion und den Sinn des Lebens philosophiert, indem die Lebensentwürfe anderer Jugendlicher gezeigt wurden. 
Absolut berichtete über Atomtestgelände in Kasachstan, Studenten in Kabul, Jugendorganisationen in Albanien und Gehörlosenpartys in London. 
Außerdem gab es in jeder Sendung einen Karrieretipp. Produziert wurde das Magazin von Kobalt Productions, deren Geschäftsführerin Tita von Hardenberg ist.